# مارسل لانگیلر
مارسل لانگیلر (به فرانسوی: Marcel Langiller) بازیکن فوتبال و مهاجم اهل فرانسه است که از سال ۱۹۲۷ تا ۱۹۳۷ میلادی عضو تیم ملی فوتبال فرانسه بوده‌است. وی در ۳۰ بازی ملی حضور داشته است و در بازی‌های ملی‌اش ۷ گل به ثمر رساند.